# بونا
بونا، (بالإنجليزية: Bonea)‏، (كامبانيا:Bunèa)، هي (بلدية) في مقاطعة بينيفينتو، في منطقة كامبانيا، إيطاليا. وتقع على بعد حوالي 40 كم شمال شرق نابولي، وحوالي 15 كم جنوب غرب بينيفينتو.

## السكان
في سنة 1861 بلغ عدد السكان 1٬703 نسمة، وتطور العدد ليصل في سنة 2011 لـ 1٬483 نسمة.
يظهر هذا المخطط البياني تطور النمو السكاني لـ بونا